# Linaria simplex
La linajola piccola (nome scientifico Linaria simplex Desf., 1804) è una pianta appartenente alla famiglia delle Plantaginaceae.

## Etimologia
Il nome generico (Linaria) deriva da un nome latino per il lino (linone) e si riferisce alla somiglianza delle foglie di alcune specie di questo genere a quelle della specie Linum usitatissimum. L'epiteto specifico (simplex) significa "semplice, indiviso, non ramificato".
Il nome scientifico della specie è stato definito inizialmente dal botanico tedesco Carl Ludwig Willdenow (Berlino, 22 agosto 1765 – Berlino, 10 luglio 1812), con la denominazione basionomica Antirrhinum simplex, perfezionato successivamente nella denominazione attuale dal botanico francese René Louiche Desfontaines (Tremblay, 14 febbraio 1750 – Parigi, 16 novembre 1831) nella pubblicazione "Tableau de l'École de Botanique du Muséum d'Histoire Naturelle. Paris - 65" del 1804.

## Descrizione

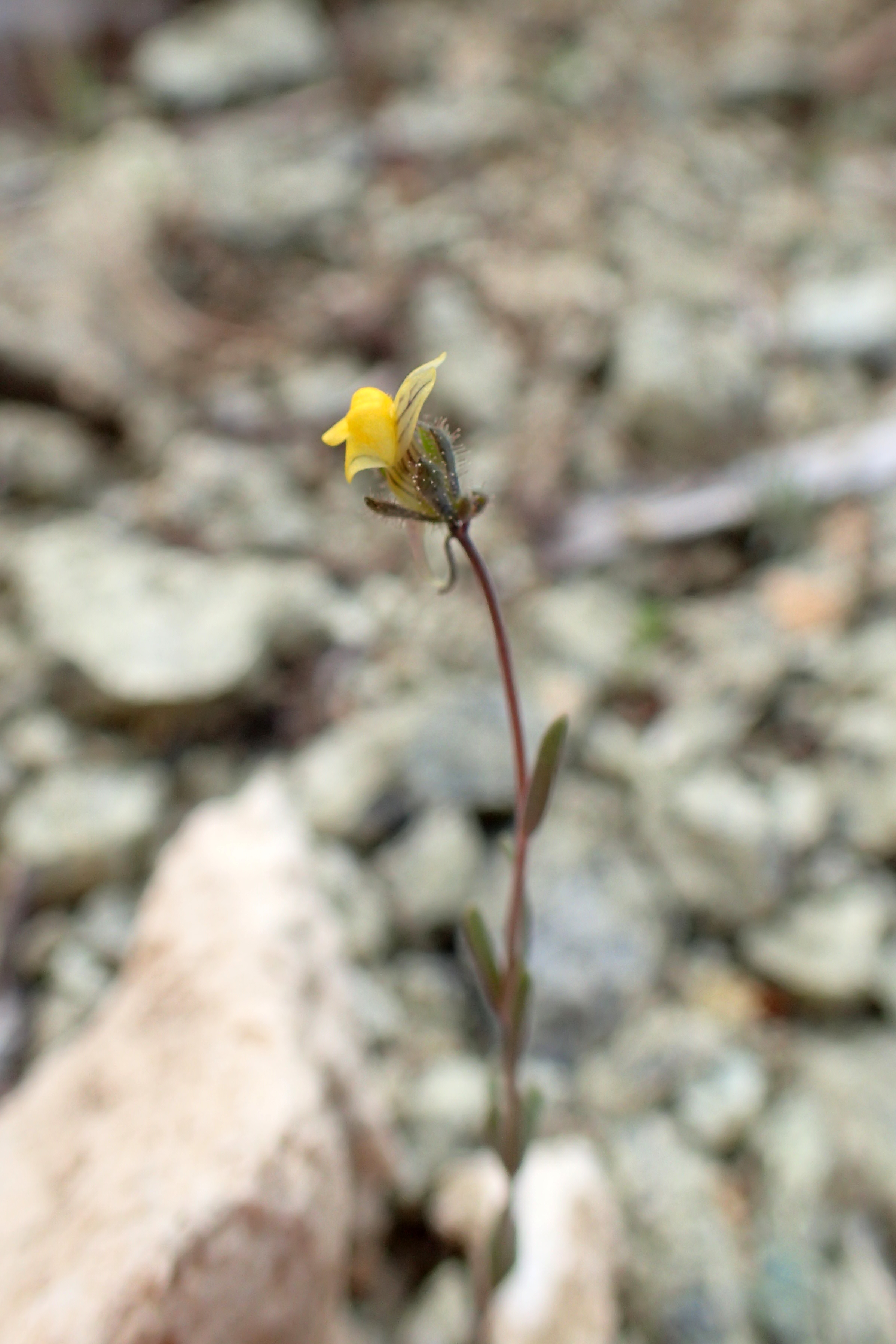
I fiori

Queste piante arrivano ad una altezza di 8 – 30 cm. La forma biologica è terofita scaposa (T scap), ossia in generale sono piante erbacee che differiscono dalle altre forme biologiche poiché, essendo annuali, superano la stagione avversa sotto forma di seme e sono munite di asse fiorale eretto e spesso privo di foglie.

### Radici
Le radici sono fittonanti.

### Fusto
La parte aerea del fusto è eretta o ginocchiata alla base. Generalmente è semplice e glabra (nell'infiorescenza può essere pubescente).

### Foglie
Le foglie lungo il fusto sono disposte in modo alterno (quasi verticillato). La lamina è strettamente lineare e glauca. I getti sterili possiedono delle foglie un po' più allargate ma meno lunghe (8 – 15 mm). Dimensione delle foglie: larghezza 1 - 1,5 mm; lunghezza 16 – 25 mm.

### Infiorescenza
Le infiorescenze sono dei racemi densi con asse ispido per peli ghiandolari. I fiori sono peduncolati. Lunghezza del peduncolo: 1 – 3 mm.

### Fiore
- I fiori sono ermafroditi, zigomorfi e tetraciclici (ossia formati da 4 verticilli: calice– corolla – androceo – gineceo) e tetrameri (i verticilli del perianzio hanno 4 elementi). Dimensione del fiore: 6 – 9 mm.
- Formula fiorale:

X o * K (4-5), [C (4) o (2+3), A 2+2 o 2], G (2), capsula.
- Il calice, tuboloso-campanulato, più o meno attinomorfo e gamosepalo, è formato da cinque profonde lacinie (o lobi strettamente lanceolati) subuguali. La superficie è pubescente. Dimensione del calice: 4 mm.
- La corolla, gamopetala e tubolare è del tipo bilabiato, ed è completamente chiusa da un rigonfiamento del labbro superiore (corolla personata). Inoltre uno sperone (o un sacco) diritto è presente all'altezza delle fauci della gola della corolla in posizione abassiale. In particolare il labbro posteriore (superiore) è eretto ed è formato da due petali con apici acuti, l'anteriore (inferiore) da tre petali riflessi. All'altezza della gola può essere presente una pubescenza bianco-giallastra. Il colore della corolla è giallo. Dimensione della corolla: 6 – 8 mm. Lunghezza dello sperone: 4 mm.
- L'androceo è formato da 4 stami didinami tutti fertili. I filamenti sono adnati alla base della corolla e sono inclusi o poco sporgenti. Le antere sono formate da due teche distinte e divaricate e formano una struttura simile ad un anello. La deiscenza è longitudinale attraverso due fessure. I granuli pollinici sono tricolpoporati. Il nettare si trova nello sperone e può essere raggiunto solamente dagli insetti che riescono a entrare nelle fauci chiuse dal rigonfiamento del labbro superiore.
- Il gineceo è bicarpellare (sincarpico - formato dall'unione di due carpelli connati). L'ovario è supero con placentazione assile e forma da ovoidi a subglobose. Gli ovuli per loculo sono numerosi, hanno un solo tegumento e sono tenuinucellati (con la nocella, stadio primordiale dell'ovulo, ridotta a poche cellule).[12] Lo stilo ha uno stigma capitato intero.
- Fioritura: da aprile a giugno (settembre).

### Frutti
Il frutto è una capsula subsferica lunga come il calice. I semi hanno delle forme discoidi-alate e sono generalmente tubercolati. Al momento della maturazione i semi fuoriescono da due fori (opercoli) che si aprono nella parte superiore del frutto (capsula porocida). Dimensione della capsula: 4 – 5 mm.

## Riproduzione
- Impollinazione: l'impollinazione avviene tramite insetti (impollinazione entomogama) quali imenotteri, lepidotteri o ditteri o il vento (impollinazione anemogama).[13]
- Riproduzione: la fecondazione avviene fondamentalmente tramite l'impollinazione dei fiori (vedi sopra).
- Dispersione: i semi cadendo (dopo aver eventualmente percorso alcuni metri a causa del vento - dispersione anemocora) a terra sono dispersi soprattutto da insetti tipo formiche (disseminazione mirmecoria).

## Distribuzione e habitat

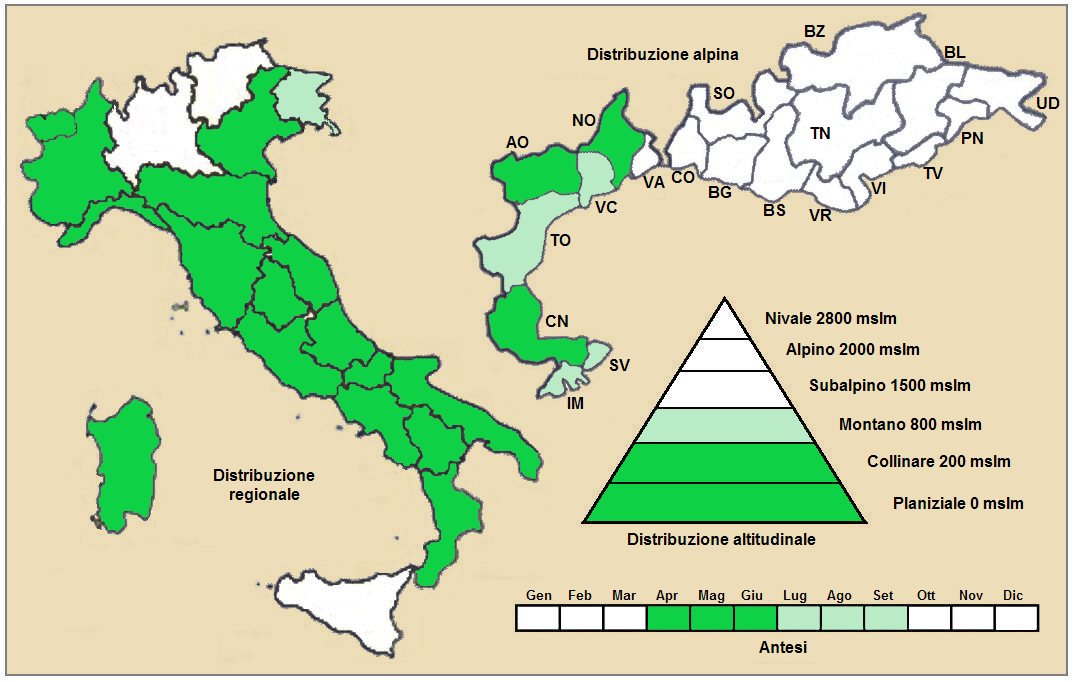
Distribuzione della pianta
(Distribuzione regionale – Distribuzione alpina)

- Geoelemento: il tipo corologico (area di origine) è Euri-Mediterraneo o anche Sud Europeo.
- Distribuzione: in Italia è una specie comune e si trova ovunque. Nelle Alpi è presente più frequentemente nella parte occidentale. Fuori dall'Italia, sempre nelle Alpi, questa specie si trova in Francia (più o meno tutti i dipartimenti alpini). Sugli altri rilievi europei collegati alle Alpi si trova nel Massiccio del Giura, Massiccio Centrale, Pirenei e Monti Balcani.[11] Nell'areale del Mediterraneo si trova in Anatolia, Asia mediterranea, Egitto e Magreb.[15]
- Habitat: l'habitat tipico per questa pianta sono gli incolti aridi e i pascoli; ma anche le colture e pietraie. Il substrato preferito è siliceo con pH acido, senza rifuggire il substrato calcareo, alti valori nutrizionali del terreno che deve essere mediamente umido.[11]
- Distribuzione altitudinale: sui rilievi queste piante si possono trovare fino a 1.000 m s.l.m. (sulle Madonie fino a 1.950 m s.l.m.); frequentano quindi i seguenti piani vegetazionali: collinare e in parte quello montano (oltre a quello planiziale – a livello del mare).

### Fitosociologia
Dal punto di vista fitosociologico alpino Linaria simplex appartiene alla seguente comunità vegetale:
Formazione: delle comunità pioniere a terofite e succulente
Classe: Thero-Brachypodietea

## Tassonomia
La famiglia Plantaginaceae comprende 12 tribù, 105 generi e oltre 1 800 specie. Il genere della specie di questa voce appartiene alla tribù Antirrhineae e si compone di oltre 150 specie distribuite dal Nord America, Europa e Asia.
La specie Linaria simplex fino a poco tempo fa era circoscritta nella famiglia Veronicaceae o Scrophulariaceae a seconda dei vari Autori. L'attuale posizione tassonomica è stata realizzata con i nuovi sistemi di classificazione filogenetica (classificazione APG).
Il basionimo per questa specie è: Antirrhinum simplex Willd., 1800.
Il numero cromosomico di L. simplex è: 2n = 12.

### Filogenesi
Classificazioni recenti assegnano la specie di questa voce, all'interno del genere, alla sect. Supinae. Attualmente in base alle ultime ricerche di tipo filogenetico le specie del genere Linaria sono distribuite in 6 cladi. La specie L. simplex si trova nel sesto clade che insieme al quinto clade formano un "gruppo fratello" e rappresentano il "core" del genere. Inoltre L. simplex insieme al gruppo delle specie Linaria micrantha (Cav.) Hoffmanns. & Link e Linaria arvensis (L.) Desf., 1798 formano un "gruppo fratello".

### Sinonimi
Questa entità ha avuto nel tempo diverse nomenclature. L'elenco seguente indica alcuni tra i sinonimi più frequenti:
- Antirrhinum parviflorum Jacq.
- Antirrhinum simplex  Willd.
- Linaria parviflora  (Jacq.) Halácsy

## Altre notizie
La linaria semplice in altre lingue è chiamata nei seguenti modi:
- (DE)  Einfaches Leinkraut
- (FR)  Linaire simple